# Lutèce Créations
Pour les articles homonymes, voir Lutèce (homonymie).
Lutèce Créations est la marque commerciale d'une entreprise de fabrication et restauration de mécanismes pour instruments de musique mécanique destinés au marché du luxe : TIL Productions.  
Il est l'un des derniers fabricants français de ces mécanismes avec la société Trousselier. 

## Description
Cette société intègre ses mécanismes dans des boîtes à musique, des petits componiums ou des boites à bijoux. Avec la collaboration d’artisans, elle produit aussi des automates en porcelaine qui s'inspirent des créations de Lambert, Roullet-Decamps, Phalibois et Vichy.

## Note et référence
1. ↑  « TIL PRODUCTION à PARIS 6 (75006), bilan gratuit 2017, sur SOCIETE.COM (407484112) », sur www.societe.com (consulté le 5 mars 2019)
2. ↑  Pierre Pinelli, « Lutèce Créations », sur telerama.fr, Télérama, 25 février 2015 (consulté le 19 mars 2017)